# Jadranski koledar
Jadranski koledar je vsakoletni zbornik, ki je izhajal v Trstu od leta 1951 do leta 2011. Bil je nadaljevanje publikacije Koledar osvobodilne fronte za Svobodno tržaško ozemlje.
Jadranski koledar je z dovoljenjem vojaške uprave v Trstu, ki je bil takrat še pod Zavezniško upravo v Svobodnem tržaškem ozemlju, tiskala tiskarna Založništva tržaškega tiska.
Odgovorni urednik prvih letnikov koledarja je bil Drago Pahor, nato so koledar urejali razni uredniki in uredniški odbor. Jadranski koledar je razen koledarskega dela vseboval kazalo po avtorjih ter vsebinsko kazalo, ki je razdeljeno na razne tematske sklope in številne dodatne pododdelke, ki je zanesljiv vodnik po člankih in esejih. Jadranski koledar je pomemben zbornik primorskih Slovencev, saj poroča o dejavnosti Slovencev v Italiji. Koledar je vseboval poleg koledarskega dela tudi pripovedne in poučne spise, literaturo (črtice in pesmi), življenjepise raznih oseb, zgodovinske, zemljepisne, gospodarske, zdravstvene, poljudnoznanstvene in politične članke.
V prvem letniku 1952 (tiskali pa so ga leto prej), je mnogo posnetkov umetnostnih slik tržaških in goriških slikarjev, kot na primer Avgusta Bucika, Avgusta Černigoja, Bogdana Groma, Roberta Hlavatyja, Franca Kaučiče, Avrelija Lukežiča, Milka Bambiča, Lojzeta Spacala. V naslednjih letnikih je tako gradivo odpadlo, fotografije pa je prispeval Mario Magajna.
Jadranski koledar za leta 1995, 1996, 1997 je založila Založba Devin, vse ostale letnike pa ZTT.
Jadranski koledar je neprenehoma izhajal do leta 2011, ko so izdali še zbornik z letnico 2012, nato pa ga Založništvo tržaškega tiska ni več izdajalo.